# FC Wangen 05
Der FC Wangen 05 ist ein in Wangen im Allgäu beheimateter Fußballverein. Der Verein wurde 1905 gegründet und gehörte ab dem Ende der 1950er bis Ende der 1970er Jahre der höchsten Amateurklasse an. Seit dem Wiederaufstieg aus der Landesliga 2016 spielt die erste Mannschaft in der Verbandsliga Württemberg.

## Geschichte
Der 1905 gegründete Verein wurde in den Anfangsjahren mehrmals aufgelöst (1907, 1910 und 1915) und wieder neu gegründet (1908, 1912 und 1920). 1920 entstand der FC zunächst wieder als Fußballabteilung in der MTG Wangen, die 1929 mit dem FV Wangen zum neuen FC Wangen fusionierte. Einen bemerkenswerten überregionalen Erfolg gab es im Wangener Fußball bis zum Zweiten Weltkrieg nicht.
Nach dem Krieg wurden alle Vereine aufgelöst und in der Allgäuer Kleinstadt entstand zunächst die Sportgemeinde Wangen als Zusammenschluss aller Vereine. Erst am 16. Juli 1951 machte sich der FC Wangen wieder selbständig. Nach dem Bezug der neuen Spielstätte begann die erfolgreichste Zeit der Fußballmannschaft. 1957 stieg der FC 05 zum ersten Mal ins Amateur-Oberhaus, die 1. Amateurliga Württemberg, auf. Er musste die Liga am Saisonende zwar als 16. wieder verlassen, kehrte aber bereits zur Saison 1959/60 zurück und blieb dann fast 20 Jahre lang (bis 1978) fester Bestandteil der Ligastaffel Schwarzwald-Bodensee, der damals dritthöchsten Spielklasse im deutschen Fußball. 1968 war der FC Wangen auf dem Sprung in die zweitklassige Regionalliga Süd; die Rot-Weißen schlossen die Saison 1967/68 als Meister ab, scheiterten jedoch in der anschließenden Aufstiegsrunde deutlich. Zwei Jahre später verpasste man die Meisterschaft nur knapp, in einem Entscheidungsspiel musste man sich dem SV 03 Tübingen geschlagen geben.
Bis zur Einführung der Oberliga Baden-Württemberg 1978 konnte man sich rund 20 Jahre lang in der höchsten Amateurspielklasse halten. Durch die Ligenreform 1978 wurde der FC Wangen viertklassig, seitdem gelang der Sprung ins Amateur-Oberhaus nicht mehr. Eine Saison lang, 1995/96, gehörten die Allgäuer der damals viertklassigen Oberliga Baden-Württemberg an. Ansonsten spielte der FC Wangen in den letzten drei Jahrzehnten in den württembergischen Verbands- und Landesligen.
Zwischen 1985 und 1990 erreichte der FC Wangen dreimal die 1. Hauptrunde im DFB-Pokal. Am 24. August 1985 gelang dabei ein 2:1-Heimsieg gegen den SV Darmstadt 98, bevor der FC in der 2. Runde am SV Sandhausen scheiterte. 1989/90 und 1990/91 schied Wangen hingegen in der 1. Runde aus. Mit (erneut) Darmstadt 98 und Rot-Weiss Essen gaben wiederum überregional bekannte Klubs ihre Visitenkarte im Allgäu ab.
2003 entstand beim FC Wangen ein C-Juniorinnen-Team, seit der Spielzeit 2006/07 gibt es auch eine Frauenmannschaft. Nach dem Abstieg 2015 aus der Verbandsliga Württemberg war die Landesliga die neue sportliche Heimat der ersten Männermannschaft. Nach nur einer Saison gelang die Rückkehr in die Verbandsliga.

## Stadion
Der Verein trägt seine Heimspiele im Allgäustadion aus. Die 1955 erbaute Spielstätte fasst rund 5.000 Zuschauer. Mit Einbaumaßnahmen fanden 2005 beim Jubiläumsspiel gegen den FC Bayern München rund 9.000 Zuschauer, 2006 gegen die Nationalmannschaft Togos, die sich hier auf die Fußball-Weltmeisterschaft vorbereitete, rund 8.000 Zuschauer Platz.
Seit 2005 verfügt Wangen zudem über einen modernen Kunstrasenplatz nach FIFA-Standard.

## Bekannte ehemalige Spieler
- Heiko Butscher, Spieler beim Zweitligisten VfL Bochum, davor u. a. Eintracht Frankfurt, SC Freiburg und VfB Stuttgart II; spielte in der Jugend für den FC Wangen
- Markus Miller, Ersatztorhüter beim Bundesligisten Hannover 96, davor Karlsruher SC, FC Augsburg und VfB Stuttgart II; spielte in der Jugend für den FC Wangen
- Patrick Mayer, Spieler beim Drittligisten 1. FC Heidenheim, ehemals Eintracht Frankfurt II, SSV Reutlingen 05; wechselte in der Jugend vom FC Wangen zum VfB Stuttgart
- Berkan Afşarlı, Spieler beim türkischen Zweitligisten Denizlispor, davor u. a. Mersin İdman Yurdu, FC Wil und VfB Stuttgart II; spielte in der Jugend für den FC Wangen
- Valeria Kleiner, U-20-Nationalspielerin und Bundesliga-Spielerin bei Bayer 04 Leverkusen; spielte in der Jugend für den FC Wangen
- Janik Haberer, Spieler beim Bundesligisten SC Freiburg, davor u. a. VfL Bochum, SpVgg Unterhaching und U21-Nationalspieler; spielte in der Jugend für den FC Wangen